# Federico Callori di Vignale

Kardinalswappen

Federico Kardinal Callori di Vignale (* 15. Dezember 1890 in Vignale Monferrato, Provinz Alessandria, Italien; † 10. August 1971 in der Vatikanstadt) war ein Kurienkardinal der römisch-katholischen Kirche.

## Leben
Federico Callori di Vignale studierte in Rom an der Päpstlichen Universität Gregoriana und an der Päpstlichen Diplomatenakademie die Fächer Katholische Theologie und Philosophie. Er empfing am 16. Dezember 1917 das Sakrament der Priesterweihe und arbeitete anschließend als Assistent des Päpstlichen Geheimkämmerers sowie als Seelsorger in verschiedenen Gemeinden Roms. 1935 wurde er Kanoniker der Vatikanbasilika und Apostolischer Protonotar, 1958 übernahm er die Aufgabe des Majordomus im Apostolischen Palast.
Papst Paul VI. ernannte ihn am 15. Februar 1965 zum Titularerzbischof von Maiuca und nahm ihn kurz darauf, am 22. Februar, als Kardinaldiakon mit der Titeldiakonie San Giovanni Bosco in via Tuscolana in das Kardinalskollegium auf. Die Bischofsweihe empfing Federico Callori di Vignale durch Eugène Kardinal Tisserant, den Dekan des Kardinalskollegiums, am 21. Februar desselben Jahres im Petersdom; Mitkonsekratoren waren Diego Venini, Almosenier Seiner Heiligkeit, und Pericle Felici, Generalsekretär des Zweiten Vatikanischen Konzils.
Federico Kardinal Callori di Vignale starb am 10. August 1971 in der Vatikanstadt und wurde in der Kapelle seiner Familie in Vignale Monferrato beigesetzt.

## Ehrungen
- 1958: Großkreuz des Verdienstordens der Bundesrepublik Deutschland
- 1958: Großes Silbernes Ehrenzeichen am Bande für Verdienste um die Republik Österreich[1]
- Großkreuz des Verdienstordens der Italienischen Republik (1953)